# Eumene Baratta

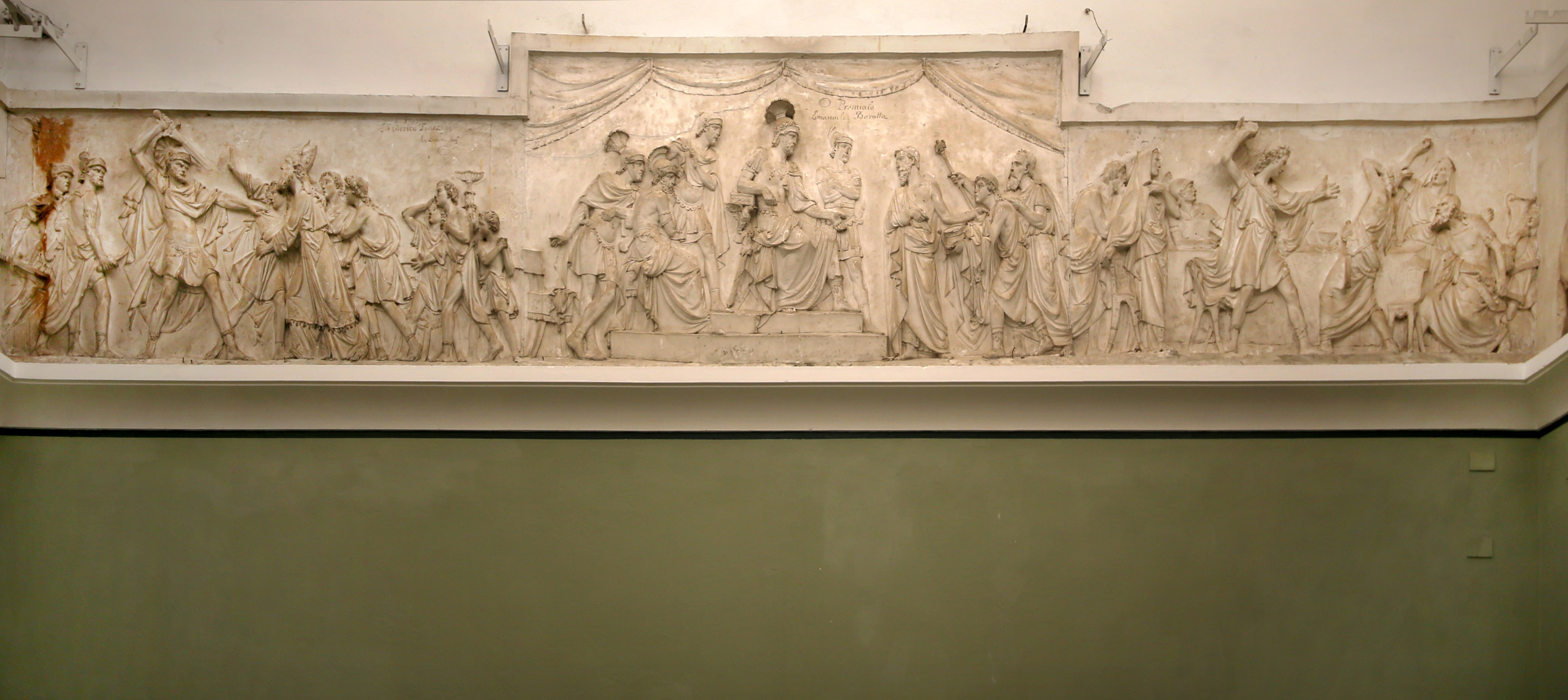
Fregio premiato di Eumene Giovanni Baratta all'Accademia di Belle Arti di Carrara

Eumene Giovanni Baratta (Carrara, 18 agosto 1823 – Roma, post 1890) è stato uno scultore e artista italiano.

## Biografia
Eumene Giovanni Baratta, noto anche come Eumone Baratta, nacque a Carrara il 18 agosto 1823 da Carlo Giuseppe e Teresa Piacentini e fu battezzato in pericolo di morte il 26 gennaio del 1824.
L'artista percorse tutto il tradizionale cursus honorum nell'Accademia di Belle Arti di Carrara, ottenendo premi minori d'incoraggiamento, come la medaglia d'argento nel Concorso d'invenzione nel 1845, e il prestigioso Pensionato in Roma nel 1847.
Il trasferimento e il soggiorno a Roma non furono facili per Baratta, nonostante le referenze di Pietro Tenerani, al quale il pensionato era stato affidato, fossero ottime.
L'instaurazione nel 1848 a Massa-Carrara di un governo provvisorio che pretendeva il distacco dagli Stati modenesi e quindi dall'Austria scombinò l'economia locale tanto che la stessa famiglia Baratta incappò in difficoltà economiche che si ripercossero, per qualche tempo, su Eumene: infatti, i saggi annuali vennero spediti a Carrara solamente dal 1850.
Nel 1855 partecipò all'Esposizione universale di Parigi con la scultura di marmo L'Innocenza dormiente. Il 18 giugno dello stesso anno Baratta fu nominato socio onorario e docente ordinario di figura presso l'Accademia di Belle Arti di Carrara, ma nel 1857 chiese di poter essere trasferito a Roma. 
Nel 1870 con la sua opera Mansuetudine vinse il primo premio all'Esposizione Romana delle opere 
di ogni arte eseguite pel culto cattolico, voluta da Pio IX e inaugurata nel chiostro della Basilica di Santa Maria degli Angeli e dei Martiri, contemporaneamente partecipò all’esposizione della Società degli Amatori e Cultori di Belle Arti, tenutasi nelle sale del Popolo.
Nello stesso anno pubblicò una commedia satirica in quattro atti Onestà e valore.
A Roma rimase fino al 1890, data in cui decise di tornare a Carrara: in questo periodo chiese di poter riprendere l'insegnamento in Accademia ma la richiesta fu respinta a causa dell'avanzata età.
Probabilmente, Eumene Giovanni Baratta tornò a Roma dove quasi certamente morì alla fine del secolo.

## Elenco parziale delle opere
- Mansuetudine, 1870 primo premio all'Esposizione romana delle Opere d'Arte relative al culto cattolico[1]
- Diana cacciatrice, 1850, 3° saggio Pensionato in Roma[5]
- L'Educazione Materna, 1849, 2° Saggio Pensionato in Roma
- Ettore percosso da un sasso scagliato da Aiace, 1847, Pensionato in Roma